# Ael
Ael es una localidad situada en la provincia de Burgos, comunidad autónoma de Castilla y León (España), comarca de Las Merindades, partido judicial de Villarcayo, ayuntamiento de Merindad de Cuesta-Urria.

## Geografía
Situado 7 km al este Nofuentes, capital del municipio; 16 de Villarcayo, cabeza de partido, y 91 de Burgos.
Autobús Poza de la Sal-Bilbao a 4 km.

## Demografía
Pueblo abandonado, ocupado por una explotación ganadera. En el censo de 1950 contaba con 41 habitantes, reducidos a 1 en el padrón municipal de 2008. Uno de los 19 pueblos de la provincia de Burgos en los que en 2010 solo vive una sola persona mayor.

## Historia
La lápida fundacional de Ael está datada entre los siglos IX y X. Se encuentra depositada en el Museo del Retablo de Burgos.
Villa perteneciente a la Merindad de Cuesta-Urria en el Partido de Castilla la Vieja en Laredo, con jurisdicción de realengo.
A la caída del Antiguo Régimen queda agregado al ayuntamiento constitucional de Merindad de Cuesta-Urria, en el partido de Villarcayo perteneciente a la región de Castilla la Vieja.

## Causas de la despoblación
Principalmente por tres cuestiones: aislamiento, falta de servicios y escasez de recursos. El último vecino fue Julio Presa, quien cansado de soledades, abandonó su casa y se bajó a residir a Nofuentes.

## Parroquia
Iglesia católica de Santiago Apóstol y en Villarán de la Asunción de Nuestra Señora , dependiente de la parroquia de Nofuentes en el Arciprestazgo de Medina de Pomar del Arzobispado de Burgos.